# Sansevieria frequens
Espèce
Classification APG III (2009)
Sansevieria frequens, également appelée Dracaena frequens, est une espèce de plantes de la famille des Liliaceae et du genre Sansevieria.

## Description
Plante succulente, Sansevieria frequens est une espèce de sansevières à feuilles longues de couleur bleu-vert.

## Distribution et habitat
L'espèce est originaire de l'Afrique de l'Est, en particulier du Kénya et a été identifiée comme espèce à part entière en 2000 par Juan Chahinian.